# ماركوس أوريليوس ماريوس
ماركوس أوريليوس ماريوس (باللاتينية: Marcus Aurelius Marius)) هو أحد أباطرة الغال، تولى الحكم في سنة 269 بعد قيامه باغتيال الإمبراطور بوستوموس، كان في البداية حداد وثم أصبح في الجيش الروماني وترقى في المناصب ليصبح قائد لجيش الامبراطورية الغالية. في سنة 268 قام بحملة ضد مدينة ميديولانوم وهزم هناك وبعد هزيمته تحالف مع الإمبراطور الروماني غالينوس لينقلب ضد بوستوموس والذي اعتقد انه تخاذل في دعمه ليتمكن من هزيمته في سنة 269 في ماينتس وليأخذ الحكم منه، لم يدم حكمه طويلا بعد ان تم الإطاحة به من قبل فكتورينوس في نفس السنة ليستلم الحكم مكانه ويقوم بقتله بسلاح صنعه هو.